# لوزيرنا
لوزيرنا (بالبرتغالية: Luzerna‏)؛ بلدية في ولاية سانتا كاتارينا في المنطقة الجنوبية من البرازيل.